# Hans Eugster
Hans Eugster, né le 27 mars 1929 à Heiden et mort le 12 novembre 1956 à Lucerne, est un gymnaste suisse.

## Palmarès

### Jeux olympiques
- Helsinki 1952
  -  médaille d'or aux barres parallèles
  -  médaille d'argent par équipes
  -  médaille de bronze aux anneaux

### Championnats du monde
- Bâle 1950
  -  médaille d'or aux barres parallèles
  -  médaille d'argent par équipes
  -  médaille de bronze aux anneaux

- Rome 1954
  -  par équipes
  -  médaille de bronze aux barres parallèles